# Bisdom Rourkela
Het bisdom Rourkela (Latijn: Dioecesis Rurkelaensis) is een rooms-katholiek bisdom met als zetel Rourkela, in India. Het bisdom is suffragaan aan het aartsbisdom Cuttack-Bhubaneswar. 

## Geschiedenis
Het bisdom werd opgericht op 4 juli 1979, uit delen van het bisdom Sambalpur. 

## Parochies
Het bisdom had in 2020 een oppervlakte van 9.675 km2 en telde 2.182.000 inwoners waarvan 12,4% rooms-katholiek was.

## Bisschoppen
- Alphonse Bilung (4 juli 1979 - 2 april 2009)
- John Barwa (2 april 2009 - 11 februari 2011; coadjutor sinds 4 februari 2006)
- Kishore Kumar Kujur (26 juli 2013 - heden)

Cuttack-Bhubaneswar (aartsbisdom) · Balasore · Berhampur · Rayagada · Rourkela · Sambalpur